# Эга (майордом)
Эга (лат. Aega; умер в 641, Клиши-ла-Гаренн) — майордом Нейстрии и Бургундии (639—641).

## Биография

### Ранние годы
Основным историческим источником о жизни Эги является «Хроника» Фредегара.
Эга происходил из знатной семьи. Возможно, его близким родственником был епископ Нуайона Ахарий.
Первое свидетельство об Эге в современных ему документах датировано 27 марта 616 года, когда он среди других знатных лиц Франкского государства был упомянут в завещании епископа Ле-Мана Бертрама. Королём Дагобертом I Эга был назначен главным советником монарха по делам Нейстрии, которой монарх лично управлял в 629—639 годах. Область обязанностей Эги из-за недостатка документов точно не может быть установлена, однако известно, что в последние годы правления Дагоберта I он был наиболее приближённым к королю лицом. Возможно, в конце 630-х годов полномочия майордома Нейстрии Гундоланда были значительно урезаны в пользу Эги, хотя тот и сохранил за собой свою должность. Возможно, Эга был наделён королём полномочиями главы государственного фиска. По словам Фредегара, «именно по его совету, а не по приказам Дагоберта, творились несправедливости в управлении казной Бургундии и Нейстрии». Об особом положении Эги при дворе Дагоберта I сообщал и Иона из Боббио. Этот автор также писал, что в это время Эга находился во враждебных отношениях с монашеской общиной Люксёя.

### Майордом Нейстрии и Бургундии
В самом начале 639 года Эга получил пост майордома Нейстрии, став здесь преемником скончавшегося Гундоланда. Вскоре после этого, 19 января, умер и король Дагоберт I. На смертном одре этот монарх поручил Эге заботу о своей жене Нантильде и ещё несовершеннолетнем младшем сыне Хлодвиге II, получивших в правление Нейстрию и Бургундию. Эга присутствовал на разделе королевской сокровищницы, произведённом в Компьене между Нантильдой и Хлодвигом II, с одной стороны, и старшим сыном скончавшегося короля, правителем Австразии Сигибертом III, с другой. Хотя здесь находились и другие знатные лица, включая архиепископа Кёльна Куниберта и майордома Австразии Пипина Ланденского, вероятно, именно Эга был главным распорядителем церемонии. Под контролем майордома Нейстрии и Бургундии сокровища Дагоберта I были разделены на три равные части и переданы франкским правителям и вдовствующей королеве.
Фредегар высоко оценивал дарования Эги. Хронист писал о нём как о человеке, превосходившем других лиц в решительности, благоразумии, знатности и богатстве, а также подчёркивал его внимательность к правосудию. Хотя хронист и обвинял майордома в скупости, но в то же время сообщал, что тот возвратил многим прежним владельцам их имущество, конфискованное при короле Дагоберте I.
На правах регента Эга в должности майордома управлял Нейстрией и Бургундией в период между смертью Дагоберта I и коронацией Хлодвига II, состоявшейся 23 или 31 октября 640 года. По свидетельству Фредегара, Эга разделял управление двумя королевствами с Нантильдой. Однако, вероятно, что вся реальная власть и до, и после коронации полностью находилась в руках майордома. Это предположение подтверждается тем, что во всех королевских хартиях этого времени присутствуют только подписи Хлотаря и Эги и полностью отсутствуют подписи как Нантильды, так и каких-либо других знатных лиц.
Концентрация всей власти в руках Эги вызвало недовольство Нантильды и её сторонников. Это привело к конфликту майордома со знатным родом Бургундофаронов, а также с покровительствуемой этой семьёй влиятельной общиной женского монастыря Фармутье. Вероятно, возвращением конфискованного при Дагоберте I имущества Эга пытался укрепить свои позиции среди нейстрийской и бургундской знати. В 641 году зять Эги Эрменфред во время ссоры убил родственника Бургундофаронов, графа Хайнульфа. За это он с согласия королевы Нантильды был приговорён к смерти. Спасая свою жизнь, Эрменфред был вынужден бежать в австразийский Реймс, где в течение многих дней укрывался в базилике Святого Ремигия
Вскоре после этого Эга скоропостижно умер в Клиши от лихорадки. Новым майордомом в Нейстрии был избран Эрхиноальд, а в Бургундии по повелению Нантильды эта должность была доверена Флаохаду.